# Rouans
Rouans – miejscowość i gmina we Francji, w regionie Kraj Loary, w departamencie Loara Atlantycka.
Według danych na rok 2010 gminę zamieszkiwały 2663 osoby, a gęstość zaludnienia wynosiła 70 osób/km².